# George Christiaan van Oost-Friesland
George Christiaan van Oost-Friesland (Aurich, 6 februari 1634 – aldaar, 6 juni 1665) was van 1660 tot aan zijn dood vorst van Oost-Friesland. Hij behoorde tot het huis Cirksena.

## Levensloop
George Christiaan was de tweede zoon van vorst Ulrich II van Oost-Friesland uit diens huwelijk met Juliana, dochter van landgraaf Lodewijk V van Hessen-Darmstadt. In 1649 studeerde hij samen met zijn jongere broer Edzard Ferdinand aan de Academiën van Breda en Tübingen. Zijn opleiding werd echter voortijdig als beëindigd verklaard en na een kort verblijf in Parijs keerde hij in april 1656 definitief terug naar Oost-Friesland. 
In 1660 overleed zijn oudere broer Enno Lodewijk aan de gevolgen van een jachtongeval. Omdat hij enkel dochters had, volgde George Christiaan hem op. Als vorst van Oost-Friesland probeerde hij zijn macht te verstevigen, wat tot een conflict met de Staten leidde. Het conflict dreigde te escaleren naar een burgeroorlog en kon pas bijgelegd worden nadat de Republiek der Zeven Verenigde Nederlanden optrad als bemiddelaar. Na lange onderhandelingen sloot hij in 1662 en 1663 akkoorden met de Staten. Daarin werd de verhouding tussen de vorst en de Staten vastgelegd. De Staten konden echter enkel hun oude privileges behouden als ze een aanzienlijke geldsom betaalden.
Onder George Christiaan escaleerde ook het conflict met het Bisdom Münster, in verband met de compensatiebetalingen uit het verdrag van Berum uit 1600. Onder het voorwendsel dat er nog betalingen voor Harlingerland geïnd moesten worden, vielen troepen van bisschop Christoph Bernhard von Galen in 1663 Oost-Friesland binnen. Onder andere de Dieler Schanze en de Hampoel in het zuiden van Oost-Friesland werden bezet. Uiteindelijk werden deze in 1664 heroverd door Nederlandse troepen. George Christiaan trok hij zich weinig aan van de problemen in zijn landerijen en liet het oplossen daarvan grotendeels over aan de Staten of zijn adviseurs.
George Christiaan overleed onverwachts in juni 1665, op amper 31-jarige leeftijd. Zijn zoon Christiaan Everhard, die vier maanden na zijn dood werd geboren, volgde hem op.

## Huwelijk en nakomelingen
Op 10 mei 1662 huwde hij met Christina Charlotte (1645-1699), dochter van hertog Everhard III van Württemberg. Ze kregen drie kinderen:
- Eberhardina Sophia Christina (1663-1664)
- Christina Charlotte (1664-1666)
- Christiaan Everhard (1665-1708), vorst van Oost-Friesland